# Athlone Town Stadium
Het Athlone Town Stadium is een multifunctioneel stadion in Athlone, een plaats in Ierland. Het stadion heeft als bijnaam 'Lissywollen'.
Het stadion wordt vooral gebruikt voor voetbalwedstrijden, de voetbalclub Athlone Town FC verhuisde in 2007 van St Mel's Park naar dit stadion. In het stadion is plaats voor 5.000 toeschouwers. Het stadion werd geopend in 2007. 
In 2008 kwam Athlone Town FC in het nieuws toen duidelijk werd dat het een gift had ontvangen van €500.000 om uit te schulden te komen die waren opgelopen door de bouw van dit stadion. In 2018 kwam de club in conflict met zakenman Declan Molloy over wie de eigenaar was van het stadion. Het conflict was ontstaan doordat de zakenman met zijn bedrijf 660.000 euro geïnvesteerd had in het stadion. De rechter oordeelde in het voordeel van de club. In 2019 kreeg de club subsidie om een kunstgrasveld te kunnen aanleggen.
Dalymount Park (Bohemian FC) ·
Finn Park (Finn Harps FC) ·
Oriel Park (Dundalk FC) ·
Richmond Park (St. Patrick's Athletic FC) ·
Ryan McBride Brandywell Stadium (Derry City FC) ·
Showgrounds (Sligo Rovers FC) ·
Tallaght Stadium (Shamrock Rovers FC) ·
Tolka Park (Shelbourne FC) ·
Turners Cross (Cork City FC) ·
Waterford Regional Sports Centre (Waterford FC)
Athlone Town Stadium (Athlone Town FC) ·
Bishopsgate (Longford Town FC) ·
Carlisle Grounds (Bray Wanderers AFC) ·
Eamonn Deacy Park (Galway United FC) ·
Ferrycarrig Park (Wexford FC) ·
St. Colman's Park (Cobh Ramblers FC) ·
Stradbrook Road (Cabinteely FC) ·
Tallaght Stadium (Shamrock Rovers FC II) ·
UCD Bowl (University College Dublin AFC) ·
Head in the Game Park (Drogheda United FC) ·